# 川上村 (滋賀県)
川上村（かわかみむら）は滋賀県高島郡にあった村。現在の高島市の北部、石田川の下流左岸および野坂山地の一部にあたる。

## 地理
- 山岳：箱館山、滝谷山、三重嶽
- 湖沼：琵琶湖
- 河川：石田川

## 歴史
- 1889年（明治22年）4月1日 - 町村制の施行により、深清水村・日置前村・桂村・酒波村・福岡村・北仰村・浜分村の区域をもって発足。
- 1955年（昭和30年）1月1日 - 今津町・三谷村と合併し、改めて今津町が発足。同日川上村廃止。

## 交通

### 鉄道路線
現在は旧村域を湖西線が通過するが、当時は未開業。

### 道路
- 国道161号